# Athletic Bilbao
Athletic Club, cunoscut mai mult ca Athletic Bilbao sau Bilbao, este un club de fotbal din Bilbao, Spania, care evoluează în Primera División.
Athletic Bilbao are în palmares 8 Campionate ale Spaniei. În clasamentul istoric al Primera División, Athletic se află pe locul al patrulea. Este unul din cele trei cluburi spaniole care nu au retrogradat niciodată din prima ligă, celelalte fiind Real Madrid și FC Barcelona. Clubul are, de asemenea, o echipa feminină care a câștigat patru campionate în Superliga Spaniolă.
Aceștia sunt cunoscuți ca Los Leones (Leii), deoarece stadionul lor a fost construit lângă o biserică numită San Mamés (Saint Mammes). Mammes a fost un creștin aruncat la lei de către romani. Leii au refuzat să-l mănânce, iar Mammes a fost făcut mai târziu sfânt. Stadionul San Mamés este, prin urmare, poreclit „catedrala fotbalului”.
Clubul este cunoscut pentru politica cantera de-a crește jucători basci tineri la toate nivelele, precum și pentru recrutarea de jucători de top de la alte cluburi basce (cum ar fi: Joseba Etxeberria sau Javi Martinez). Politica oficială a clubului, Athletic, este de a semna cu jucători profesioniști nativi din regiunea mare a Țării Bascilor, inclusiv Biscaya, Guipúzcoa, Álava și Navarra (în Spania) și Labourd, Soule și Navarra de Jos (în Franța). Totuși, în ultima vreme, această politică a fost oarecum relaxată și jucători cu origine bască directă au jucat pentru echipă. Acest lucru i-a adus clubului Athletic atât admiratori cât și critici. Clubul a fost lăudat pentru promovarea jucătorilor din zonă și pentru promovarea loialității față de club. Athletic este unul din doar patru cluburi profesioniste din Spania (celelalte fiind Real Madrid, FC Barcelona și Osasuna), care nu este deținut privat, clubul este deținut și operat de către asociații săi (socios).

## Stadion

### Stadionul vechi

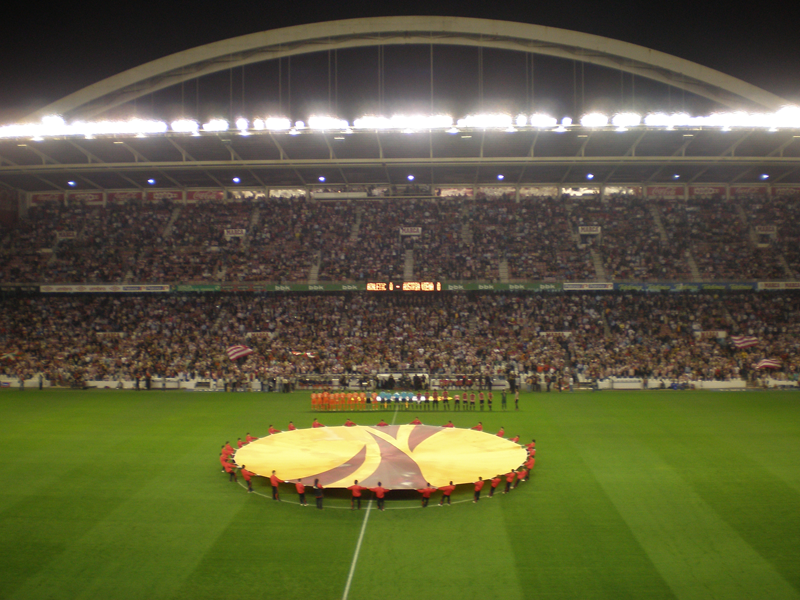
Stadionul San Mamés pe durata unui meci din UEFA Europa League.

- Nume - Stadionul San Mamés
- Oraș - Bilbao
- Capacitate - 39,750[2]
- Locuri - 37,575[3]
- Inaugurare - 1913
- Dimensiune - 103 x 68 m
- Facilități sport: Lezama

### Stadionul nou
- Nume: San Mamés Barria
- Capacitate: 54,000
- Dată începere: 26 mai 2010.
- Dată sfârșit (parțial, 75%): 2013.
- Primele meciuri: 2013/14 season.
- Terminarea construcției (total, 75%+25%): 2014.

## Lotul actual
Numerele sunt stabilite după site-ul oficial:: www.athletic-club.net, www.lfp.es and www.uefa.com
La 22 iulie 2025.
| Nr. |        | Poziție | Jucător                           |
| --- | ------ | ------- | --------------------------------- |
| 1   | Spania | P       | Unai Simón (al 4-lea căpitan)     |
| 2   | Spania | F       | Andoni Gorosabel                  |
| 3   | Spania | F       | Dani Vivian                       |
| 4   | Spania | F       | Aitor Paredes                     |
| 5   | Spania | F       | Yeray Álvarez (vice-căpitan)      |
| 6   | Spania | M       | Mikel Vesga                       |
| 7   | Spania | A       | Álex Berenguer                    |
| 8   | Spania | M       | Oihan Sancet                      |
| 9   | Ghana  | A       | Iñaki Williams (al 3-lea căpitan) |
| 10  | Spania | A       | Nico Williams                     |
| 11  | Spania | A       | Álvaro Djaló                      |
| 12  | Spania | A       | Gorka Guruzeta                    |
| 15  | Spania | F       | Iñigo Lekue                       |
| 16  | Spania | M       | Iñigo Ruiz de Galarreta           |
| 17  | Spania | F       | Yuri Berchiche (căpitan)          |
| 20  | Spania | M       | Unai Gómez                        |

| Nr. |        | Poziție | Jucător          |
| --- | ------ | ------- | ---------------- |
| 21  | Maroc  | A       | Maroan Sannadi   |
| 23  | Spania | M       | Mikel Jauregizar |
| 24  | Spania | M       | Beñat Prados     |
| 28  | Spania | M       | Peio Canales     |
| 32  | Spania | F       | Adama Boiro      |
|     | Mexic  | P       | Álex Padilla     |
|     | Spania | F       | Jesús Areso      |
|     | Spania | F       | Unai Egiluz      |
|     | Spania | F       | Hugo Rincón      |
|     | Spania | M       | Unai Vencedor    |
|     | Spania | A       | Robert Navarro   |
|     | Spania | A       | Adu Ares         |
|     | Spania | A       | Nico Serrano     |
|     | Spania | A       | Urko Izeta       |

### Împrumutați
| Nr. |        | Poziție | Jucător                                                |
| --- | ------ | ------- | ------------------------------------------------------ |
|     | Spania | P       | Julen Agirrezabala (la Valencia până pe 30 iunie 2026) |
|     | Spania | P       | Oier Gastesi (la Arenas Getxo până pe 30 iunie 2026)   |

| Nr. |        | Poziție | Jucător                                                  |
| --- | ------ | ------- | -------------------------------------------------------- |
|     | Spania | M       | Beñat Gerenabarrena (la Castellón până pe 30 iunie 2026) |
|     | Spania | M       | Iker Varela (la Mirandés până pe 30 iunie 2026)          |

## Antrenori
| Antrenori ai secolului XX | Antrenori ai secolului XX        | Antrenori ai secolului XX | Antrenori ai secolului XX                  | Antrenori ai secolului XX |
| ------------------------- | -------------------------------- | ------------------------- | ------------------------------------------ | ------------------------- |
| Anul                      | Antrnori (1910–63)               |                           | Anul                                       | Antrenori (1963–00)       |
| 1910–14                   | Mr. Sheperd                      | 1963–64                   | Juan Ochoantezana                          |                           |
| 1914–15                   | Billy Barnes                     | 1964–65                   | Antonio Barrios (a doua oară)              |                           |
| 1915–19                   | Fără antrenor.                   | 1965–68                   | Agustín Gaínza                             |                           |
| 1919–21                   | Billy Barnes (a doua oară))      | 1968–69                   | Rafael Iriondo                             |                           |
| 1921–22                   | Mr. Burton                       | 1969–71                   | Ronnie Allen                               |                           |
| 1922–25                   | Juan Arzuaga                     | 1971–72                   | Salvador Artigas                           |                           |
| 1925–26                   | Ralph Kirby / Fred Pentland      | 1972–74                   | Milorad Pavić                              |                           |
| 1926–29                   | Lippo Hertzka                    | 1974–75                   | Rafael Iriondo (a doua oară)               |                           |
| 1929–33                   | Fred Pentland (a doua oară)      | 1975–79                   | Koldo Aguirre                              |                           |
| 1933–35                   | Patricio Caicedo                 | 1979–81                   | Helmut Senekowitsch                        |                           |
| 1935–37                   | William Garbutt / J. M Olabarria | 1981                      | Iñaki Sáez                                 |                           |
| 1939–41                   | Roberto Echevarria               | 1981–86                   | Javier Clemente                            |                           |
| 1940–47                   | Juan Urquizu                     | 1986–87                   | José Ángel Iribar                          |                           |
| 1947–49                   | Henry John Bagge                 | 1987–89                   | Howard Kendall                             |                           |
| 1949–52                   | José Iraragorri                  | 1989–90                   | Txetxu Rojo                                |                           |
| 1952–54                   | Antonio Barrios                  | 1990–91                   | Javier Clemente (a doua oară)              |                           |
| 1955–57                   | Ferdinand Daučík                 | 1991–92                   | Iñaki Sáez (a doua oară) / Jesús Aranguren |                           |
| 1957–58                   | Baltasar Albéniz                 | 1993–94                   | Jupp Heynckes                              |                           |
| 1958–60                   | Martim Francisco                 | 1994–95                   | Javier Irureta / J.M Amorrortu             |                           |
| 1960–62                   | Juan Antonio Ipiña               | 1995–96                   | Dragoslav Stepanović                       |                           |
| 1962–63                   | Ángel Zubieta                    | 1996–2000                 | Luis Fernández                             |                           |

| 2000–01      | Txetxu Rojo                                           |
| 2001–03      | Jupp Heynckes (a doua oară)                           |
| 2003–05      | Ernesto Valverde                                      |
| 2005–06      | José Luis Mendilibar / Javier Clemente (a treia oară) |
| 2006–07      | Félix Sarriugarte / José Manuel Esnal "Mané"          |
| 2007–11      | Joaquín Caparrós                                      |
| 2011–13      | Marcelo Bielsa                                        |
| 2013–2017    | Ernesto Valverde                                      |
| 2017–2018    | José Ángel Ziganda                                    |
| 2018         | Eduardo Berizzo                                       |
| 2018–prezent | Gaizka Garitano                                       |

## Echipamentul de-a lungul timpului
| 1903 | 1910 | 1913 | 1950 | 1970 | 1982 | 1996 | 2004 | 2009 |
| ---- | ---- | ---- | ---- | ---- | ---- | ---- | ---- | ---- |
|      |      |      |      |      |      |      |      |      |

## Palmares

### Fotbal masculin

#### Turnee naționale
- La Liga

Câștigători (8): 1929–30, 1930–31, 1933–34, 1935–36, 1942–43, 1955–56, 1982–83, 1983–84.
Locul doi (7): 1931–32, 1932–33, 1940–41, 1946–47, 1951–52, 1969–70, 1997–98.
- Copa del Rey

Câștigători (24): 1903, 1904, 1910, 1911, 1914, 1915, 1916, 1921, 1923, 1930, 1931, 1932, 1933, 1943, 1944, 1944–45, 1949–50, 1955, 1956, 1958, 1969, 1972–73, 1983–84, 2023-24.
Finalistă (13): 1905, 1906, 1913, 1920, 1942, 1948–49, 1952–53, 1965–66, 1966–67, 1976–77, 1984–85, 2008–09, 2011–12.
- Supercopa de España

Câștigători (3): 1984*, 2015, 2021
(* A câștigat Copa del Rey și La Liga)
Finalistă (2): 1983, 2009.
- Copa Eva Duarte[6]

Câștigători (1): 1950.

#### Turnee internaționale
- Cupa UEFA / UEFA Europa League

Locul doi (2): 1976–77, 2011-12.
- Small World Club Cup

Câștigători (1): 1967.
- Copa Latina

Locul doi (1): 1956.
- Copa Ibérica

Locul doi (1): 1983.

#### Turnee regionale
Cupa Bascilor
- Câștigători (1): 1935.

Campionatul Nordului / Campionatul Biscay
- Câștigători (17): 1914, 1915, 1916, 1920, 1921, 1923, 1924, 1925, 1926, 1928, 1929, 1931, 1932, 1933, 1934, 1939, 1940.

### Fotbal feminin
Superliga Femenina
- Câștigători (4): 2002–03, 2003–04, 2004–05, 2006–07.